# エロイス・ルスール
エロイス・ルスール（Éloyse Lesueur、1988年7月15日 - ）は、フランスの陸上競技選手。走幅跳を専門とする。
ルスールは2012年ヨーロッパ陸上競技選手権大会の走幅跳で6m81をマークして優勝し、同種目で初めてフランスに金メダルをもたらした。2013年、ヨーロッパ室内陸上競技選手権大会で銀メダルを獲得したときに記録した6m90はフランスの室内記録となっている。

## 主な成績
| 年           | 大会                            | 会場                         | 結果         | 種目         | 補足         |
| フランス代表 | フランス代表                    | フランス代表                 | フランス代表 | フランス代表 | フランス代表 |
| ------------ | ------------------------------- | ---------------------------- | ------------ | ------------ | ------------ |
| 2005         | 世界ユース選手権                | モナコマラケシュ             | 2位          | 走幅跳       | 6m28         |
| 2007         | ヨーロッパジュニア選手権        | オランダ・ヘンゲロー         | 2位          | 走幅跳       | 6m34         |
| 2008         | 世界室内選手権                  | スペイン・バレンシア         | 4位          | 走幅跳       | 6m60         |
| 2009         | ヨーロッパU23陸上競技選手権大会 | リトアニア・カウナス         | 3位          | 走幅跳       | 6m72(SB)     |
| 2009         | 世界選手権                      | ドイツ・ベルリン             | 18位(q)      | 走幅跳       | 6m40(q)      |
| 2010         | ヨーロッパチーム選手権          | ノルウェー・ベルゲン         | 1位          | 走幅跳       | 6m78(PB)     |
| 2011         | ヨーロッパ室内選手権            | フランス・パリ               | 4位          | 走幅跳       | 6m59         |
| 2011         | ヨーロッパチーム選手権          | スウェーデン・ストックホルム | 3位          | 走幅跳       | 6m60         |
| 2011         | 世界選手権                      | 韓国・大邱広域市             | 26位(q)      | 走幅跳       | 6m22(q)      |
| 2012         | ヨーロッパ選手権                | フィンランド・ヘルシンキ     | 1位          | 走幅跳       | 6m81(SB)     |
| 2012         | オリンピック                    | イギリス・ロンドン           | 8位          | 走幅跳       | 6m67         |
| 2013         | ヨーロッパ室内選手権            | スウェーデン・イェーテボリ   | 2位          | 走幅跳       | 6m90(NR)     |
| 2013         | ヨーロッパチーム選手権          | イギリス・ゲーツヘッド       | 1位          | 走幅跳       | 6m44         |
| 2013         | 世界選手権                      | ロシア・モスクワ             | 22位(q)      | 走幅跳       | 6m39(q)      |
| 2014         | 世界室内選手権                  | ポーランド・ソポト           | 1位          | 走幅跳       | 6m85         |
| 2014         | ヨーロッパ選手権                | スイス・チューリッヒ         | 1位          | 走幅跳       | 6m85         |